# Futurama/Simpsons Infinitely Secret Crossover Crisis
Futurama/Simpsons Infinitely Secret Crossover Crisis je dvoudílný komiks, který vydalo nakladatelství Bongo Comics Group v letech 2002 a 2003. Na něj v roce 2005 navázal sequel Simpsons/Futurama Crossover Crisis II. Autorem příběhu, který vychází z epizody „Tahle Země není pro blbý“ seriálu Futurama, je Ian Boothby, kreslířem je James Lloyd. Jedná se o crossover mezi universy seriálů Futurama a Simpsonovi.

## Příběh
Fry, Leela a Bender letí doručit svou zásilku, naneštěstí je potkají staří dobří nepřátelé, zlé létající mozky. Ty je pošlou do televizního seriálu Simpsonovi, který je v roce 3000 rovněž vysílán, jako odplatu za to, že je Fry přenesl do jiného vesmíru.

## Hlavní postavy
- Futurama
  - Fry
  - Leela
  - Bender
  - Amy
  - profesor Farnsworth
  - Hermes
  - doktor Zoidberg
- Simpsonovi
  - Homer
  - Marge
  - Maggie
  - Bart
  - Líza